# Signoria de Florencia

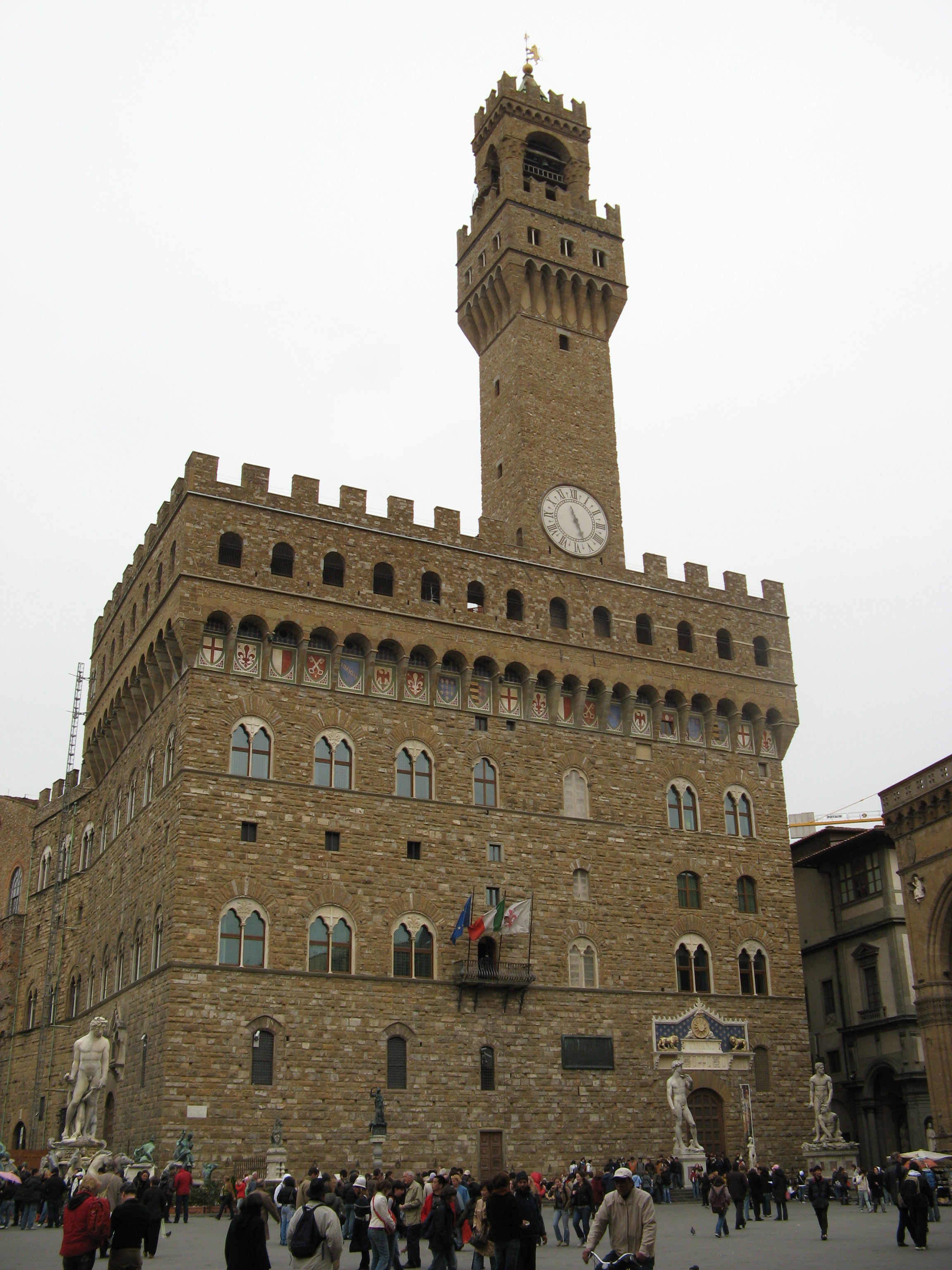
Palacio de la Señoría de Florencia.

La Signoria (Señoría) fue el órgano de gobierno de Florencia durante la Edad Media y el renacimiento. Sus nueve miembros, ("Priori"), eran elegidos de las filas de los gremios o cofradías de la ciudad: seis para las cofradías mayores y dos para las menores. El noveno prior era el Gonfaloniere.

## Elección de miembros

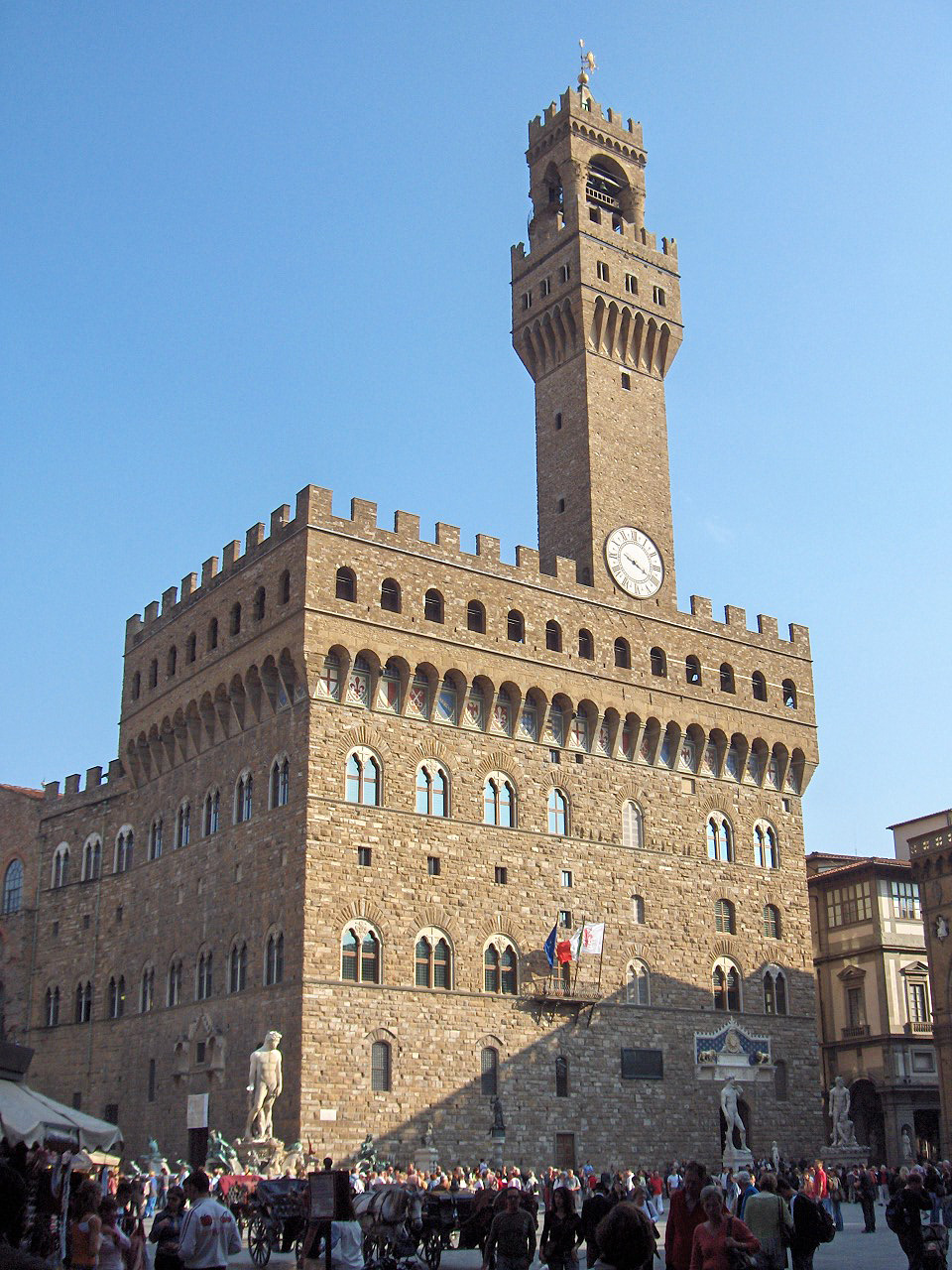
palacio de la signoria de Florencia

Los nombres de todos los miembros de las cofradías de más de treinta años de edad eran colocados en ocho sacos de cuero ("borse"). Cada dos meses los sacos se retiraban de su depósito habitual, en la iglesia de la Santa Cruz, y en una breve ceremonia se elegía uno al azar. Solamente eran considerados elegibles para el cargo los hombres que no fueran deudores, no hubieran sido elegidos recientemente, o no tuvieran relación con los priori en ejercicio.

## Servicio en la Signoria
Inmediatamente después de su elección, los nueve se mudaban al Palazzo della Signoria donde permanecían durante los dos meses de su mandato. Se les abonaba una pequeña suma para cubrir las expensas, y se les proveía de sirvientes de librea verde. Los Priori llevaban un uniforme escarlata, decorado con armiño, y puños y collares de igual material.
Para la toma de decisiones, la Signoria debía consultar a otros dos consejos electos, conocidos como "collegi".El primero era el de los veinte, y el restante el "Sedici Gonfaloniere", formado por setenta ciudadanos. Otros consejos, como el de "Los diez de la guerra" , los "Ocho de vigilancia" y los "Seis de comercio" , se elegían cuando las necesidades lo requerían.